# Morrano
Morrano és una localitat que es troba al nord-oest de la comarca de Somontano de Barbastre (província d'Osca) que pertany al municipi de Bierge i que té 19 habitants (a final de 2014). Es troba a 40 km al nord-est d'Osca i a 640 m sobre el nivell del mar.
Està situat a plena Sierra de Guara.

## Història
- El 1097 Pedro, bisbe d'Osca, va donar al monestir de S. Ponce de Tornera les esglésies de Labatella, Morrano, Yaso i Panzano.
- El 1213 es declarà vila.
- El 1857 s'afegiren Yaso i Sant Roman a l'ajuntament de Morrano.

## Monuments
- Església Parroquial dedicada a Sant Pere Apòstol d'origen romànic, però amb diverses reformes en el segle xvii i segle xviii (reformada recentment)
- Casa de la vila. (Any 1733) actualment centre social.
- Futur museu dedicat a les aus.[1]
- Ermita de Sant Martí, de construcció romànica amb afegits del segle xvi i XVII, en la qual sobresurt un cos de maó mudèjar a la torre.